# Американский легион
Американский легион (англ. American Legion) — организация американских ветеранов боевых действий, созданная после окончания Первой мировой войны военнослужащими американских экспедиционных сил 1917—18 годов. Была утверждена Конгрессом 16 сентября 1919 года. Занимает консервативные позиции по вопросам внутренней и внешней политики. Согласно уставу, цель организации — «поддерживать и защищать конституцию США, поддерживать закон и порядок, развивать у отдельных граждан чувство долга перед обществом, государством и народом, способствовать распространению „стопроцентного американизма“».
Легионом руководит исполком и национальный командор, избираемые ежегодным съездом. «Департаменты» легиона располагаются в каждом штате страны и осуществляют руководство работой «постов» на уровне города или округа. В организации состоит около 3 миллионов человек. «Американский легион» оказывает помощь американским ветеранам войн и является крупнейшей организацией военнослужащих.